# Tombes royales d'Ur
Les tombes royales d'Ur sont un site archéologique en Irak. Site majeur pour la compréhension de la civilisation mésopotamienne, il a livré, lors des fouilles effectuées entre 1926 et 1932, de nombreux objets dont l’étendard d’ur. Il a été daté aux environs du XXVIe jusqu’au XXIVe siècle av. J.-C., ce qui équivaut à la période dynastique archaïque III A. Cette parcelle de terre dans l’Irak actuel a été fouillée extensivement de 1922 à 1934 par Leonard Woolley, un archéologue anglais, pour le compte de l'Université de Pennsylvanie et le British Museum. Les trésors découverts en ce lieu ont été l’objet de tournées américaines une première fois en 1931 puis une autre fois en 1998 alors que le musée de Pennsylvanie devait rénover la galerie dédiée à cette collection.

## Les fouilles

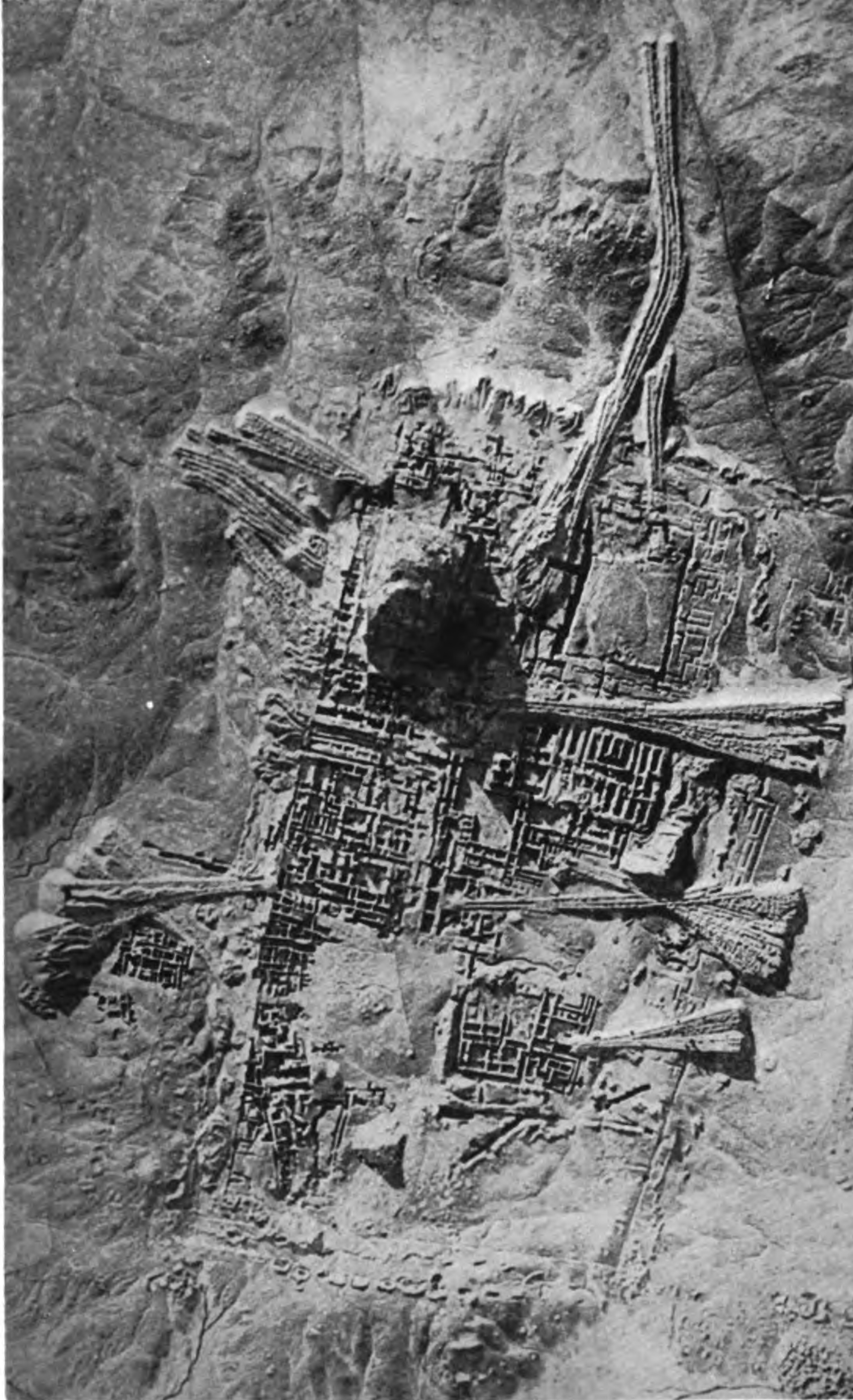
Photographie aérienne du quartier sacré du site d'Ur à la période des fouilles britanniques, 1927.

Les fouilles précises des tombes ont été effectuées de 1926 à 1932, car auparavant Leonard Woolley avait découvert, toujours à Ur, des éléments plus architecturaux tels des temples et des habitations. L’archéologue responsable de cette grande découverte d’Ur a été maintes fois directement associé au succès de la reconstruction des objets qui auraient été perdus s’il n’avait pas été chargé du projet. Les sources s’accordent alors pour allouer le succès de la fouille à la volonté de véritablement découvrir Ur et non seulement de trouver des trésors pour les musées ainsi qu’à l’habileté particulière de Leonard Woolley.
De nombreux auteurs s’accordent pour désigner la découverte du cimetière d’Ur comme l’une des plus importantes en archéologie du XXe siècle. Par la magnificence des objets déterrés, on compare cette fouille à celle de la tombe de Toutankhamon, effectuée dans la même époque. Le mystère du grand nombre de gens morts (des « sacrifiés », selon Leonard Woolley) dans les tombes des élites était parfait pour le sensationnalisme des médias de l’époque. Alors que d’autres fouilles archéologiques excavaient des pots en argile et quelques fragments d’objets communs, le cimetière, étant royal, présentait des bijoux, du mobilier et des instruments d’or et d’argent. Bien que l’on ait fait de grandes découvertes en Égypte, rien ne se mesure au cimetière d’Ur dans la Mésopotamie, car l’ensemble des tombes possède les objets funéraires les plus fastueux de cette région, marqués par l’utilisation de pierres importées telles que le lapis-lazuli et la cornaline.
Les objets trouvés sur le site furent répartis entre trois musées : le musée national d’Irak, le musée de Pennsylvanie et le British Museum. Les deux derniers avaient commandité l’expédition alors ils se partagèrent certains des objets les plus impressionnants. Ur étant située en Irak, certains des objets devaient rester sur leur terre d’origine, même si la loi interdisant le départ de la totalité des objets trouvés dans des fouilles archéologiques n’était pas encore mise en place. Il était convenu, avant le début des fouilles, que la moitié des objets retrouvés resteraient en Irak. Gertrude Bell, une archéologue, s’occupait du musée d’Irak et dut s’imposer pour garder la conservation de certaines trouvailles.

## Les tombes royales

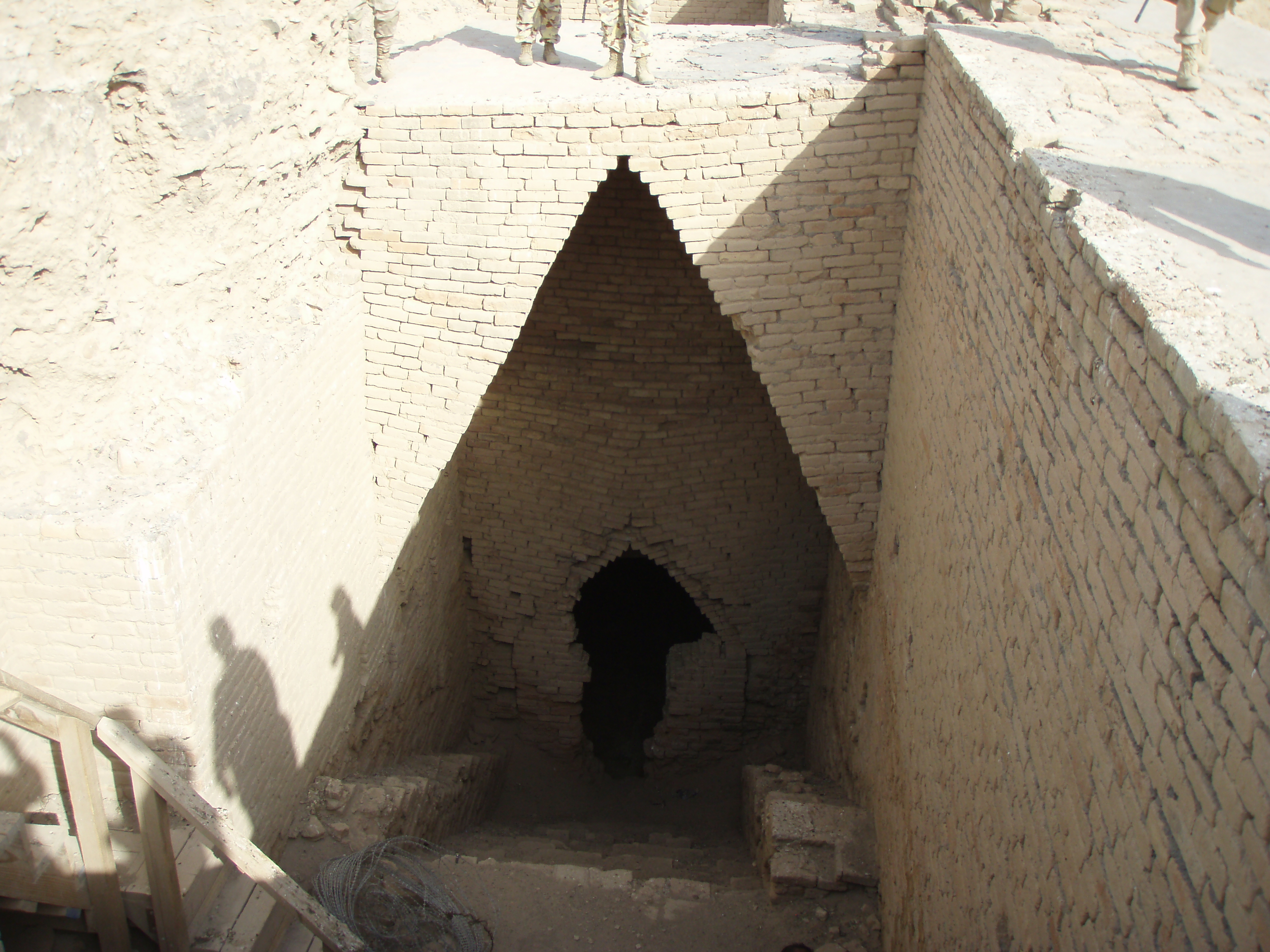
Tombeau royal à Ur

Bien qu’environ 2 100 tombes aient été excavées à Ur, l’attention est très souvent portée sur les seize désignées « royales » car elles contenaient plus qu’un simple corps accompagné de peu d’objets. Toutefois, les caractéristiques pour désigner les sépulcres comme tenant de l’élite sumérienne sont divergentes entre les auteurs. Selon Lazzarini, Leonard Woolley aurait nommé les tombes « royales » celles qui possédaient un bâtiment funéraire construit en briques ou en pierres et non un simple trou creusé. Elle affirme que l’éclat des objets trouvés dans les tombes n’était pas important pour l’archéologue. Par contre, Zettler indique que Woolley voyait la présence d’un grand nombre de serviteurs ou de gens de la cour enterrés avec la personne centrale comme une attestation du rang social de cette dernière. Enfin, Hansen note la présence d’œuvres d’art et de toutes les autres richesses comme des démonstrations de l’importance et du pouvoir du mort, car les Sumériens de rang social moindre ne pouvaient faire fabriquer de tels objets pour les accompagner dans le monde souterrain. Dans cette optique, toutes ces raisons semblent pertinentes au fait de nommer ces tombes comme « royales » car elles se démarquent véritablement des autres par de nombreux aspects.
Les tombes où ont été retrouvés le plus d’objets et qui sont donc les plus étudiées sont les quatre sépulcres PG 755, 789, 800 et 1237. La première n’est pas officiellement inscrite comme « royale » car elle n’a pas d’autres individus à l’intérieur pour accompagner le défunt et elle n’a pas de chambre construite en briques ou en pierre. Pourtant, cette sépulture contenait de nombreux bijoux ainsi qu’un cylindre en argile contenant un nom possiblement « royal », Meskalamdug (en), le même que celui de la tombe PG 789. Dans cette dernière, appelée la « tombe du roi », se trouvaient des chars ainsi que des animaux sacrifiés et soixante-trois individus pour l’accompagner avec des objets tels que la lyre à tête de taureau en or. Pour terminer, la tombe PG 800 est celle de la reine Puabi (auparavant appelée Shu-bad à l’époque de Leonard Woolley). La plupart des bijoux ont été récupérés dans sa sépulture sur la majorité des vingt-et-une victimes présentes dans la pièce d’entrée et la chambre mortuaire et la reine. Les deux tombes royales principales (PG 789 et 800) ont été découvertes dans la saison 1927-1928.

## Les découvertes

### Des corps
La tombe PG 1237, ou « grand puits de la mort », contenait le plus de cadavres : six soldats à l’extérieur de l’entrée et soixante-huit femmes à l’intérieur. Cette pièce a été retrouvée seule, c’est-à-dire que la chambre adjointe où repose la personne pour qui le tombeau a été construit, fut détruite dans le passé. En ce qui concerne les individus sacrifiés aux côtés des personnages importants, « […] il ne s’agissait pas de misérables esclaves, mais de gardes du corps, […] de musiciennes et de femmes de haut rang, à en juger par leur parures ». En effet, les corps étaient richement ornés, mais cela ne signifie pas hors de tout doute qu’ils étaient des personnes importantes. Ils auraient pu être des esclaves ou des prisonniers de guerre, des gens facilement remplaçables en général, qui auraient été tués puis  parés de beaux objets hors de portée de leur statut habituel.
La façon dont les sacrifiés sont décédés reste un sujet à débat. Longtemps, il a été convenu que les victimes absorbaient du poison, du fait que de petites coupes reposent près de nombreux corps. Cela ne fait « aucun doute » selon Georges Roux. Pourtant, John Noble Wilford rapporte que des trous ont été observés dans des crânes retrouvés sur le site du cimetière. Cela indiquerait que quelqu’un (un des gardes mort sur place ou une tierce personne) aurait tué chaque personne avec un pieu ou un objet de la sorte. Les théories sont encore plus nombreuses, selon Vidale, qui en expose quelques-unes. Elles varient de simple contestations de la position « romantique » de Woolley jusqu'à des spéculations sur la place des gens sacrifiés au cours d'un rituel élaboré se déroulant avant la mise en place dans le tombeau. Ne possédant pas de témoignages écrits des nombreux rituels funéraires qui ont certainement eu lieu à l’époque, nous ne connaîtrons jamais ce qui s’est véritablement passé lors de la mort d’une personne de l’élite sumérienne.

### Des lyres et des harpes
Les lyres et les harpes découvertes dans des tombes royales d’Ur sont d’une grande importance pour les chercheurs en musique mésopotamienne, comme le signale Agnès Spycket : « […] sans les instruments des tombes d’Ur, […] notre matériel de base serait uniquement iconographique […] ». Les objets physiques, datant d’il y a tout de même plusieurs millénaires, sont des trouvailles d’un intérêt sans mesure pour témoigner de la musique de l’époque ainsi que du style et des techniques des artisans sumériens. Néanmoins, des informations telles le fait que les hommes et les femmes pouvaient jouer de ces instruments ou que ces derniers se jouaient debout ou assis ne pourraient être révélées que par des représentations figurées. Sur les neuf lyres que comprenaient le cimetière royal, quatre ont pu être restaurées et sont maintenant exposées dans les trois musées qui se partagent les artéfacts des fouilles d’Ur. La lyre retrouvée dans la tombe de la reine est la plus connue de l’ensemble des instruments, notamment par la tête de taureau en or qui se trouve à l’avant ainsi que de la plaque en bitume et en nacre figurant des animaux et des hybrides effectuant des activités d’hommes. Sur le troisième panneau de cette plaque, on peut remarquer la représentation d’une lyre-taureau identique à celle sur laquelle la plaque est située. Une autre représentation d’une lyre-taureau se trouve dans le coin supérieur droit de l’étendard d’Ur, où un homme joue de l’instrument accompagné d’un ou une chanteur/chanteuse.

### L’étendard d’Ur

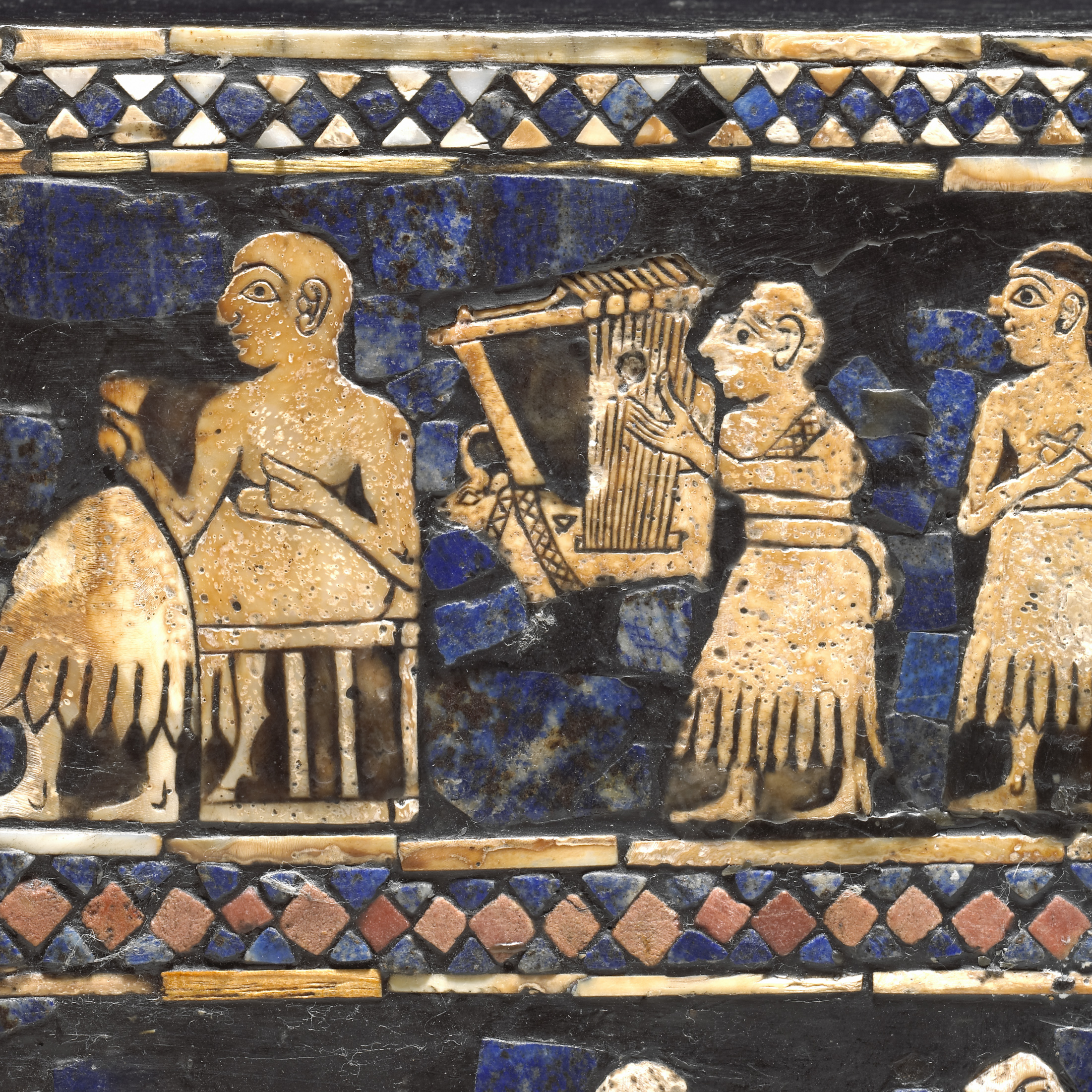
Section de l'étendard d'Ur représentant un ou une chanteur, accompagné d'un musicien à la lyre-taureau

Cet « étendard » est un coffre en bois à deux faces principales en mosaïque de nacre, cornaline et lapis-lazuli. Le coffre a été découvert dans une tombe royale, PG 779, et aurait pu être transporté sur un mât selon Woolley, ce qui lui vaut le nom d’étendard même s’il est peu possible que cela ait été le cas. Les deux parois évoquent des scènes de combat sur la face « de la guerre » et des scènes de banquet sur la face « de la paix ». Les deux côtés possèdent un personnage plus grand que les autres. Un roi (lugal) est l’interprétation la plus commune lorsqu’on observe l’art sumérien général. Lazzarini propose une interprétation pertinente de cet étendard : « le roi est montré dans deux situations qui sont deux des facettes de sa fonction. […] Les artistes ont le souci de représenter le LUGAL combattant et pieux ». De plus, elle note la présence de soldats sur une face et de musiciens sur l’autre. Ces deux rôles ont été retrouvés dans les tombes les plus importantes du cimetière, ce qui aiderait à confirmer le caractère important et le pouvoir en temps de guerre et de paix des personnes inhumées dans ces tombeaux.

### Les statuettes représentant des chèvres
Deux statues en bois, or, lapis-lazuli, cuivre, nacre et argent figurant des chèvres presque identiques ont été découvertes dans la tombe PG 1237 et ont été séparées, car l’une se retrouve au British Museum et l’autre au musée de Pennsylvanie. Le nom de chacune de ces statues reste traditionnellement « bélier pris dans le buisson », bien qu’il soit maintenant accepté que l’animal soit une chèvre et qu’elle mange peut-être le buisson (composé de quelques feuilles et fleurs). Leonard Woolley voyait dans ces statuettes une référence biblique liée à Abraham, qui aurait vécu dans la région d’Ur, alors il les nomma ainsi sans faire attention à la morphologie de l’animal de la statuette. L’aspect fonctionnel de ces statues est encore débattu aujourd’hui. Elles ne pourraient qu’avoir été de beaux objets fabriqués pour les funérailles de l’individu inconnu mais alors pourquoi avoir façonné un tube d’or sur le dos de l’animal ? Vidale indique que l’hypothèse d’A. R. Gansell est la plus probable. Ce dernier stipule que les statuettes étaient des parties de lyres, comme les têtes de taureau retrouvées dans plusieurs tombes royales.

### Des bijoux
Une grande variété de bijoux a été trouvée dans les tombes royales d’Ur. Les parures se distinguent par le luxe des matériaux de fabrication mais l’ensemble demeure impressionnant. Les bijoux de la reine sont les plus médiatisés du cimetière : sa cape de milliers de perles, son ensemble de couronnes et son diadème sont les pièces les plus colorées et opulentes de toutes les excavations d’Ur. Mais ce n’était pas seulement la reine Puabi qui a été couverte de bijoux à sa mort, puisque toutes les femmes dans la tombe du roi ont été embellies de colliers, boucles d’oreilles et rubans de cheveux lors de leur mort. Cela rapprochait les gens dans leur moment de mort commune, bien qu’ils n’aient pas eu des parures de la même richesse, tous en possédaient  pour accéder à l’au-delà. Cela dérivait d’un rite de l’époque, inspiré des textes La descente d’Inanna aux Enfers ainsi que de La mort d’Ur-Namma, où les morts devaient offrir des bijoux et des individus aux dieux pour passer dans l’inframonde. Bien que tous les gens de la cour ou les serviteurs aient été accoutrés de très belle façon, le rang social des individus des tombes PG 789 et 800 fait qu’ils ont tout de même été les plus couverts de lapis-lazuli, une pierre très symbolique et chère à cette époque : « L'ensemble constitué par les corps du Roi et de la Reine représente 75 % des bijoux en lapis-lazuli des Tombes Royales […] ».

## Galerie

Objets trouvés dans les tombes royales d'Ur.
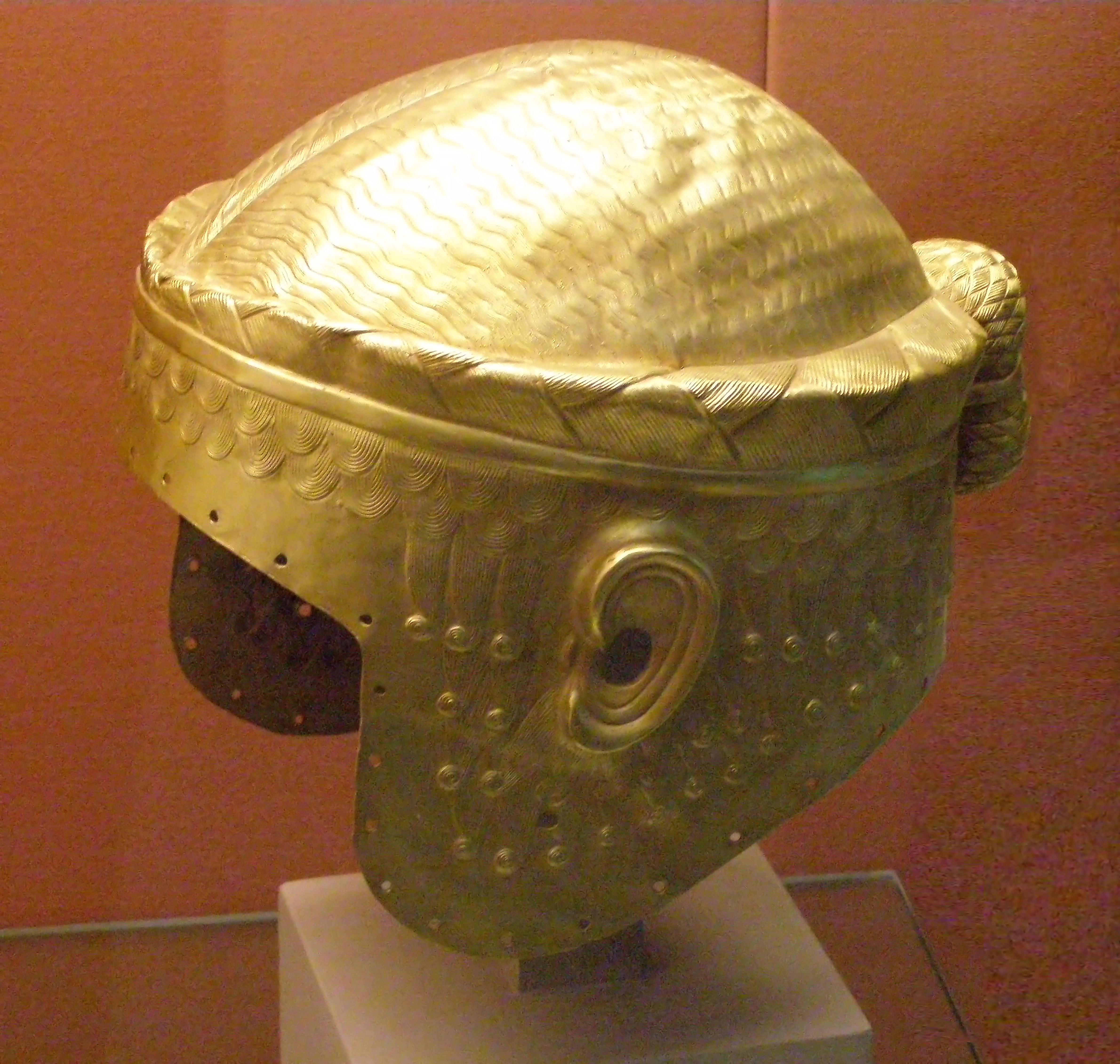
Casque en or de Meskalamdug (reproduction).
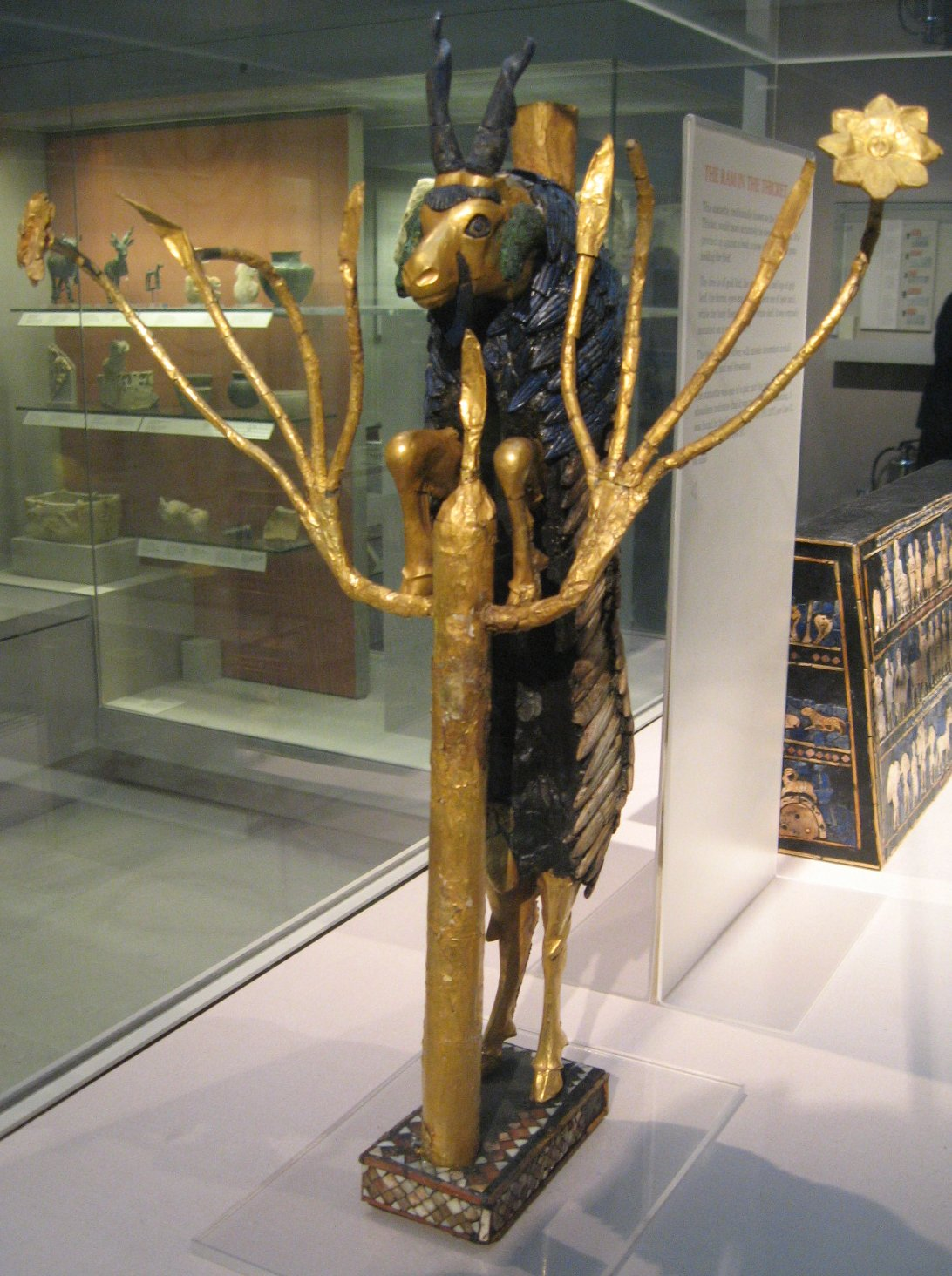
Statuette d'un bouquetin se nourrissant des feuilles d'un arbuste, bois, or et lapis-lazuli.
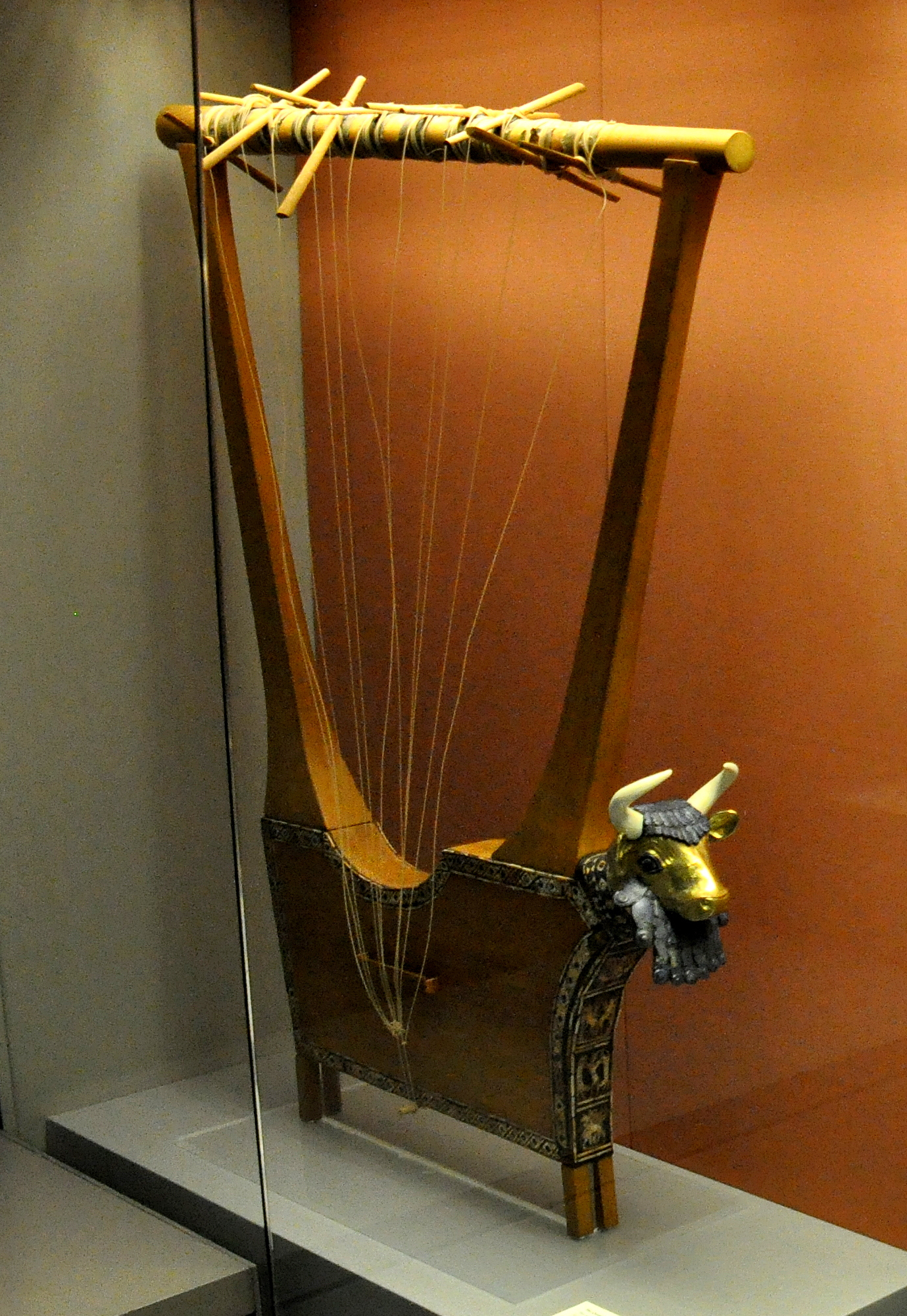
Lyre de la reine.
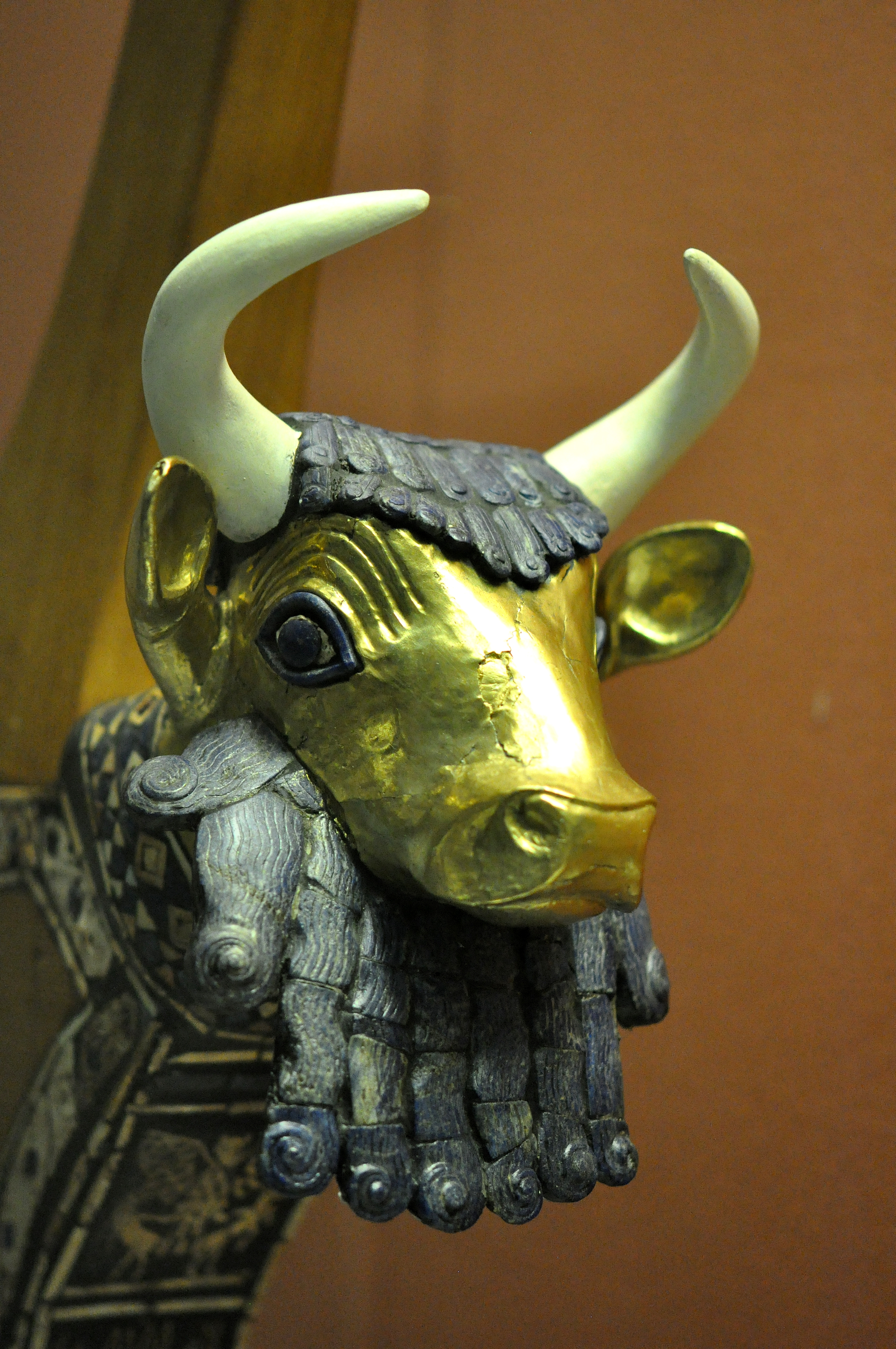
« Lyre de la reine », détail : tête de taureau.
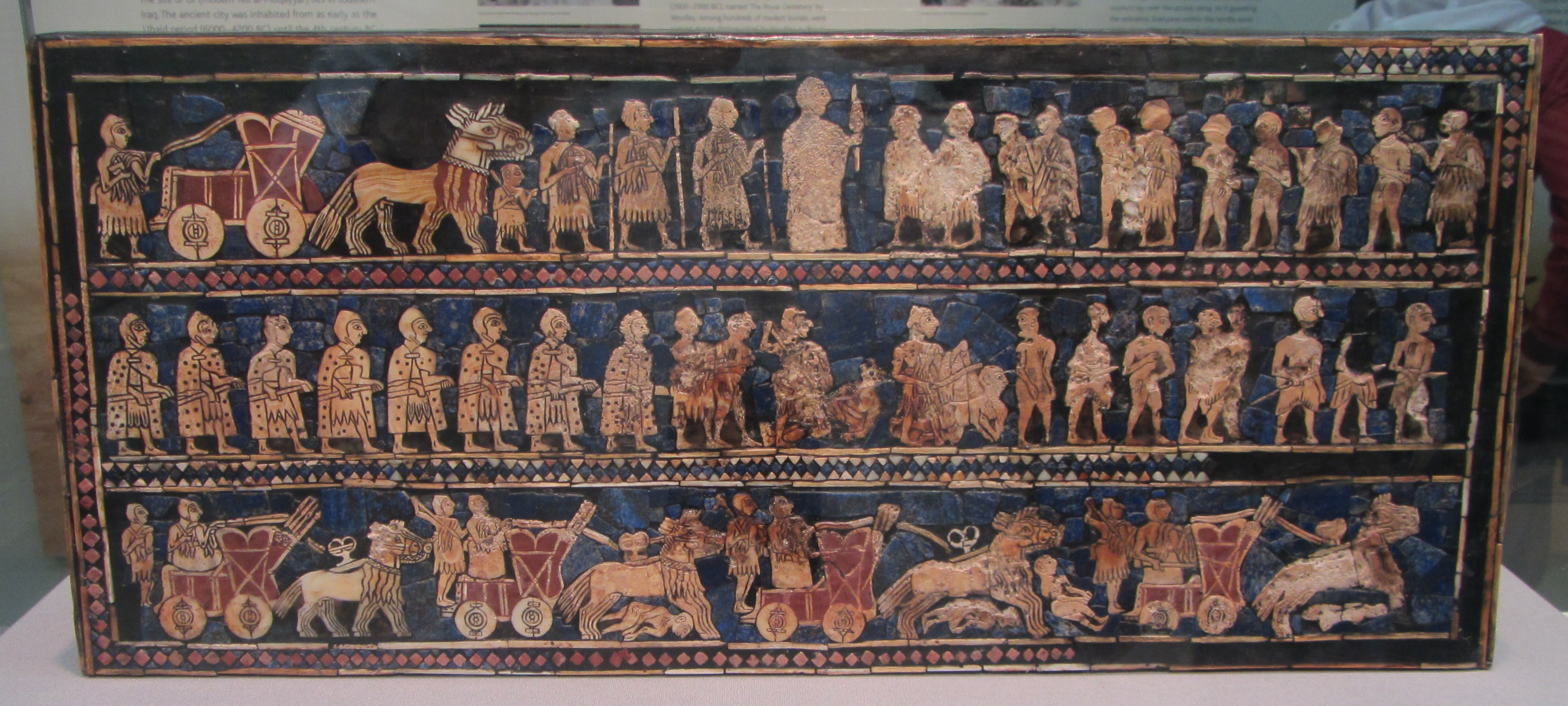
L'étendard d'Ur, la « face de la guerre ».
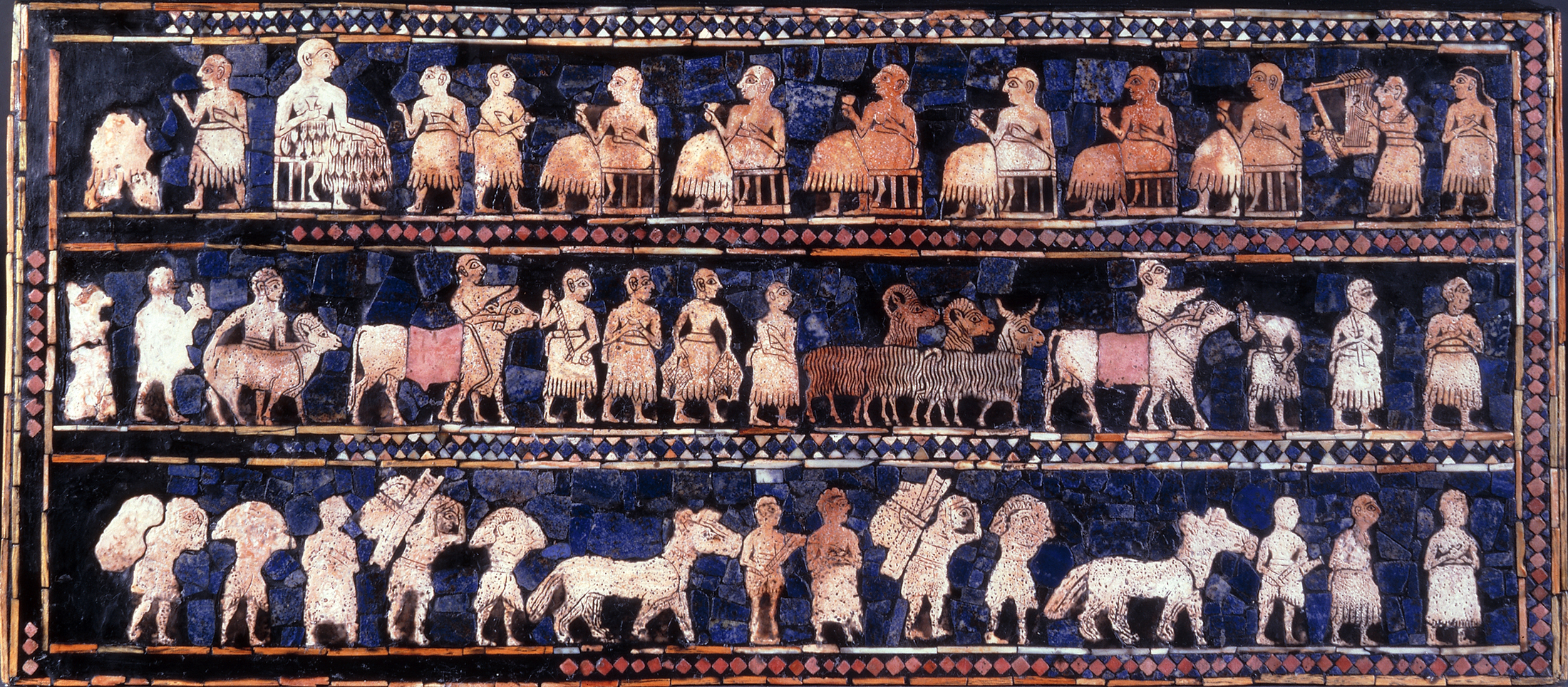
L'étendard d'Ur, la « face de la paix ».
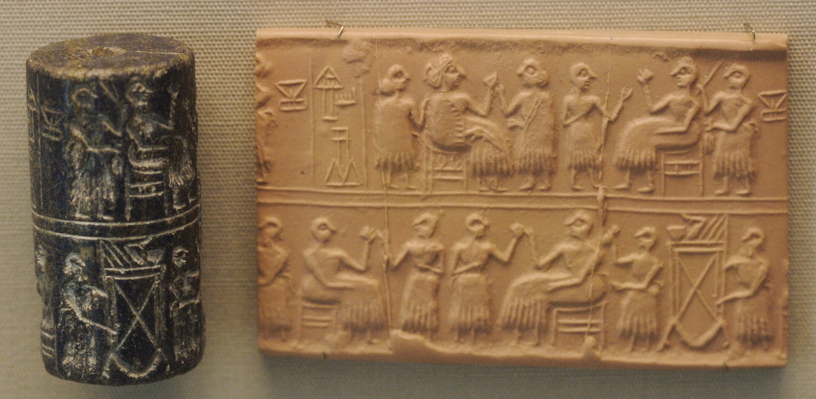
Sceau-cylindre en lapis-lazuli de Pu-abi, avec son empreinte représentant une scène de banquet.
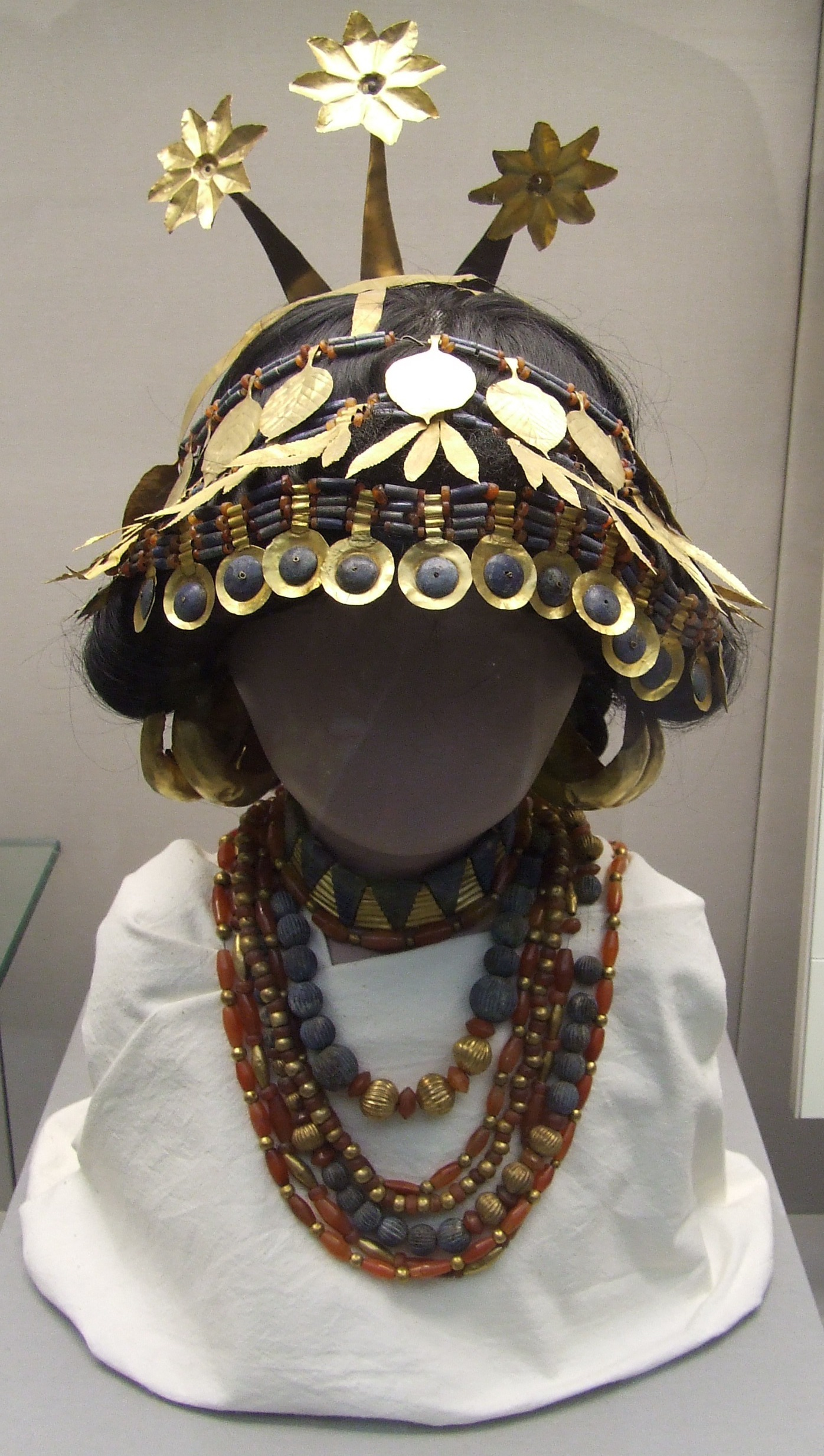
Parure de Pu-abi : diadème en feuilles d'or et pierres précieuses, colliers en pierres précieuses.
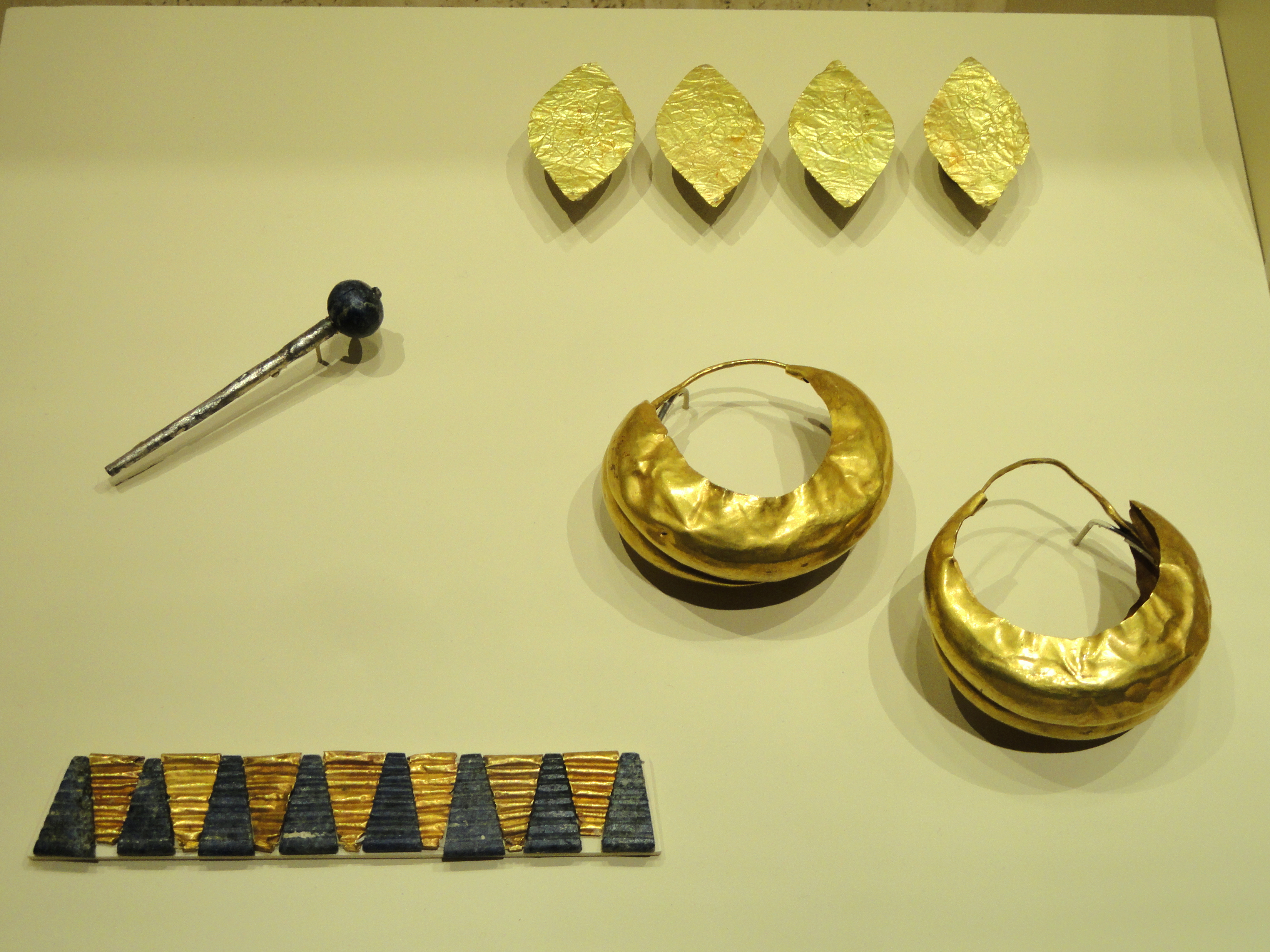
Pipette à parfum, bracelet, boucles d'oreille et feuilles d'or d'une coiffe.
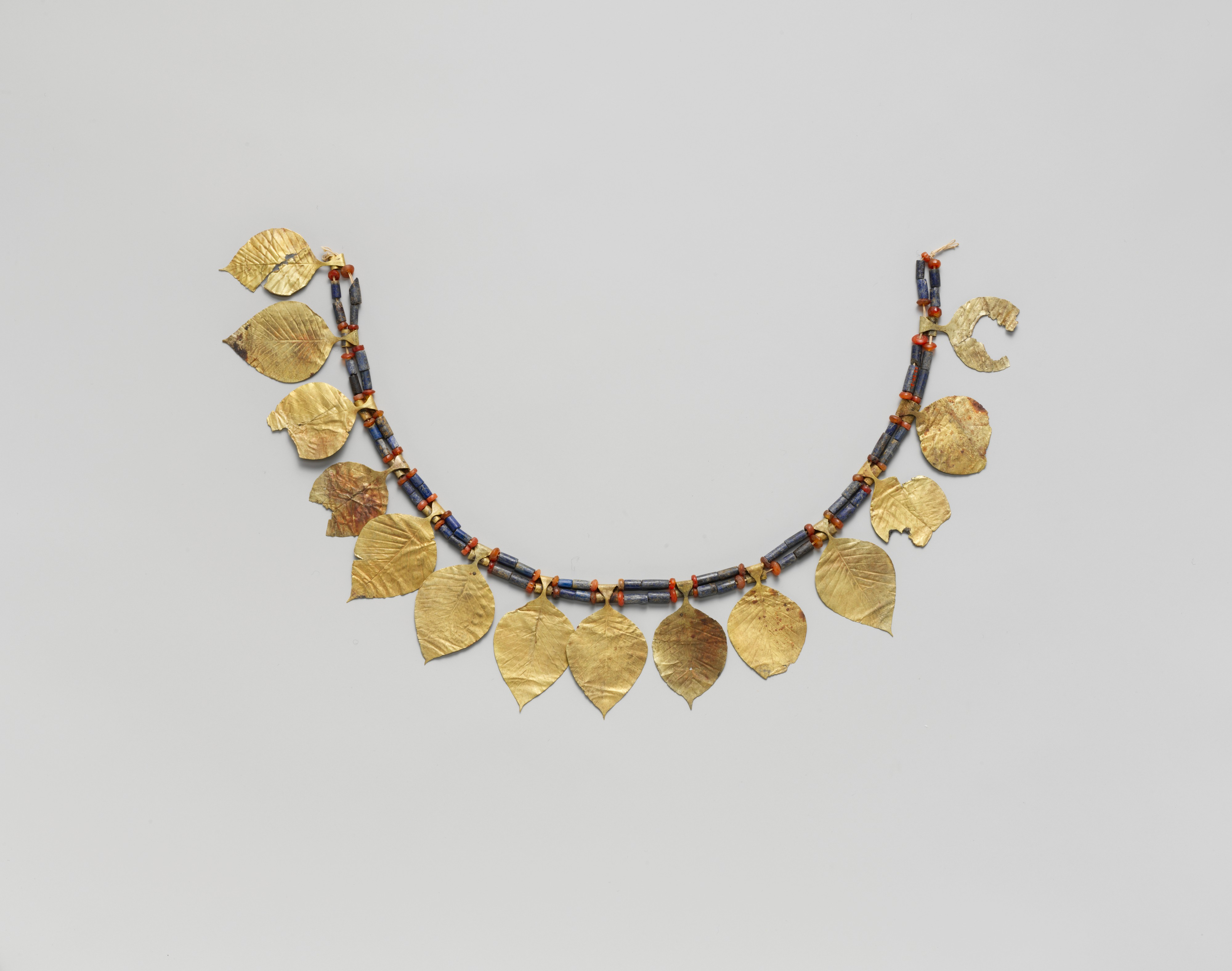
Coiffe en feuilles d'or, « tombe du roi ».
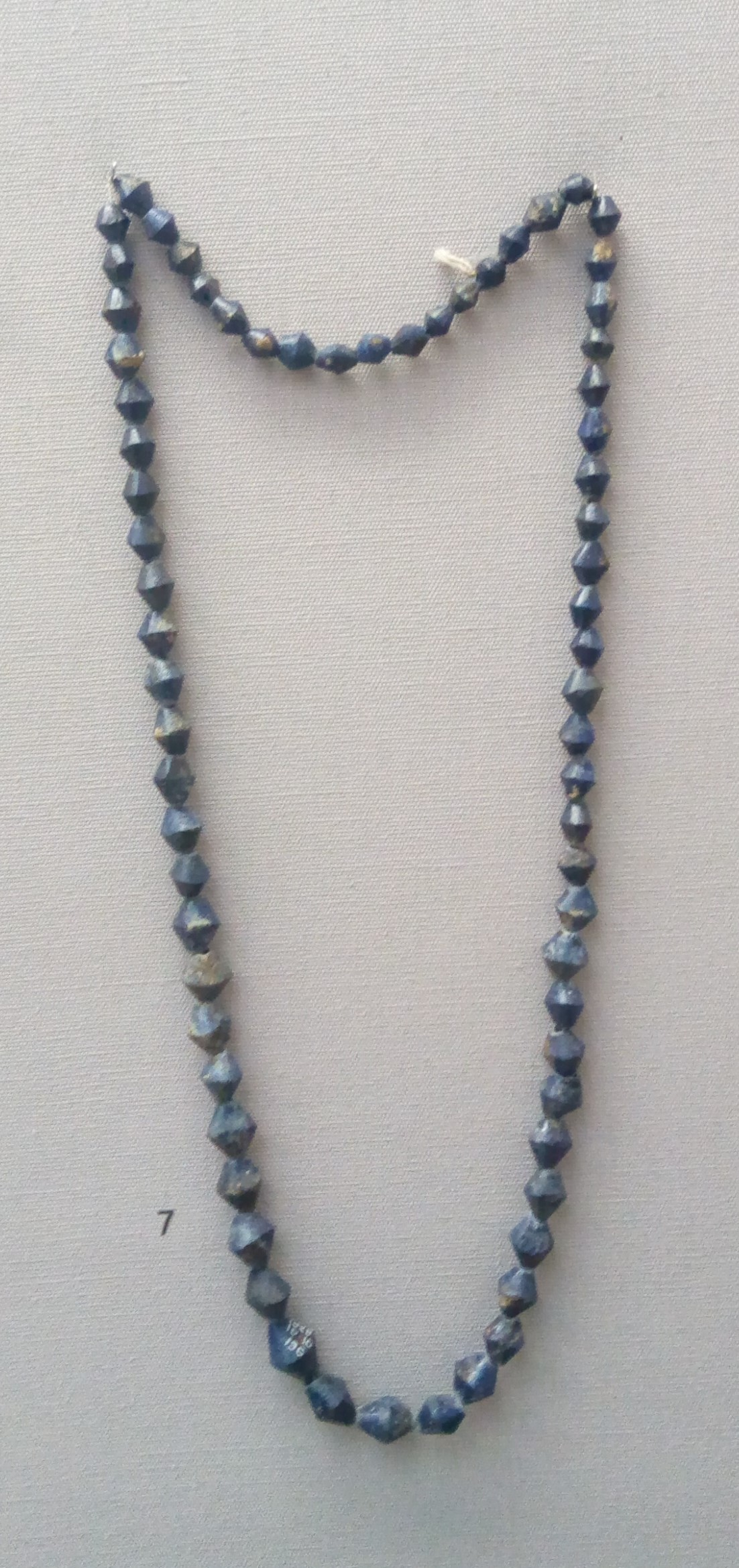
Collier en perles de lapis-lazuli, « tombe du roi ».
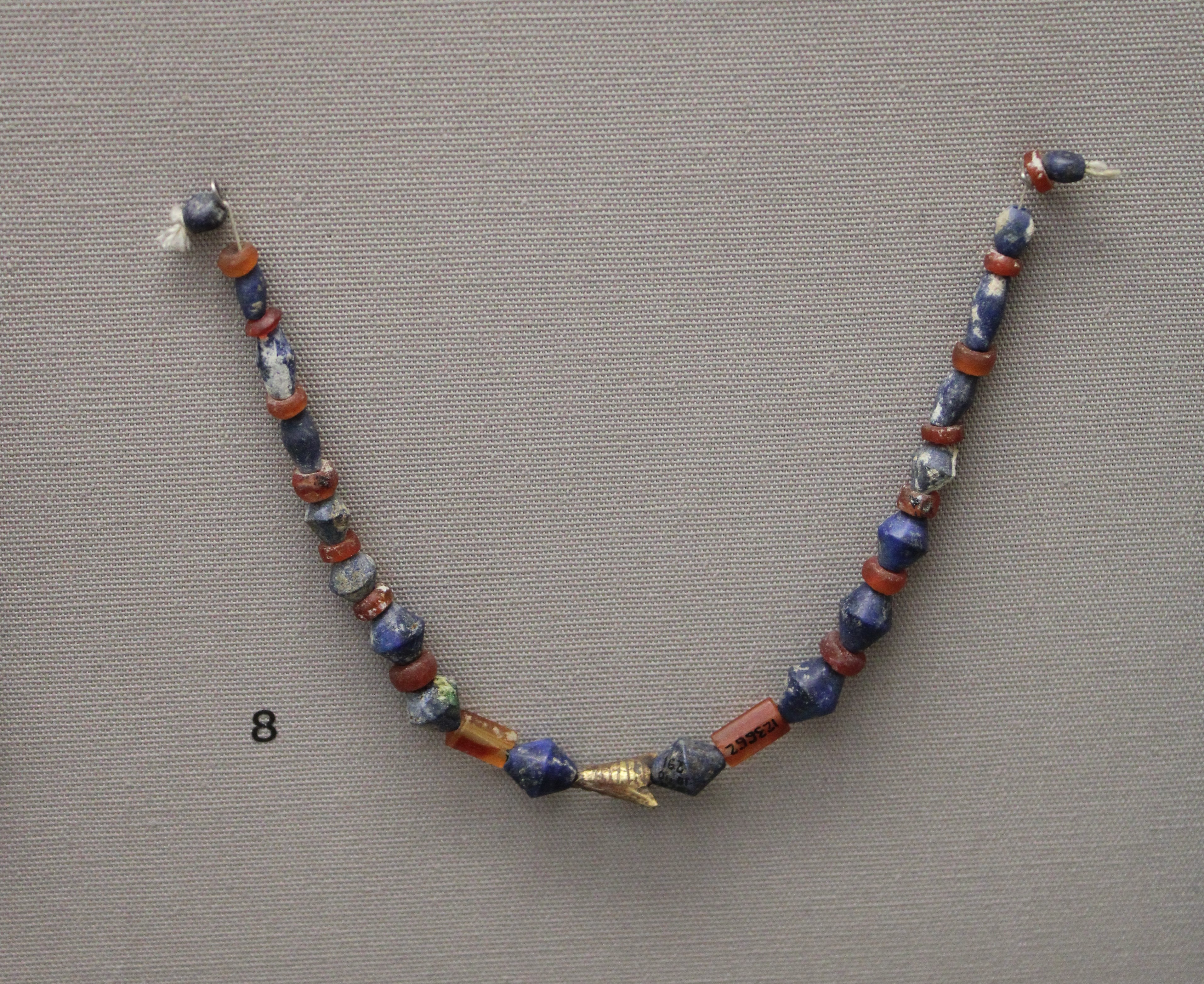
Collier en perles de cornaline et lapis lazuli, amulette en or en forme de mouche.
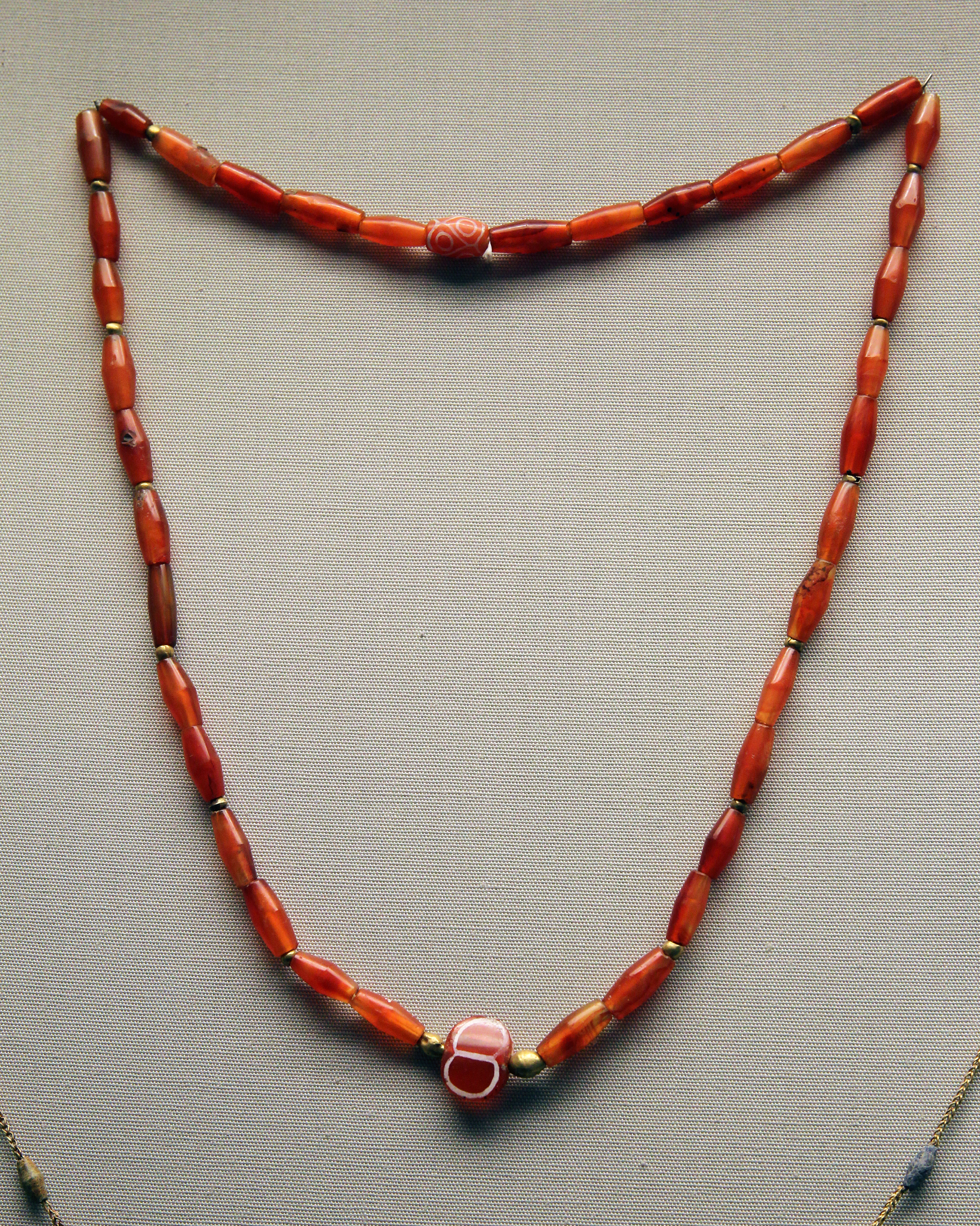
Collier en cornaline.
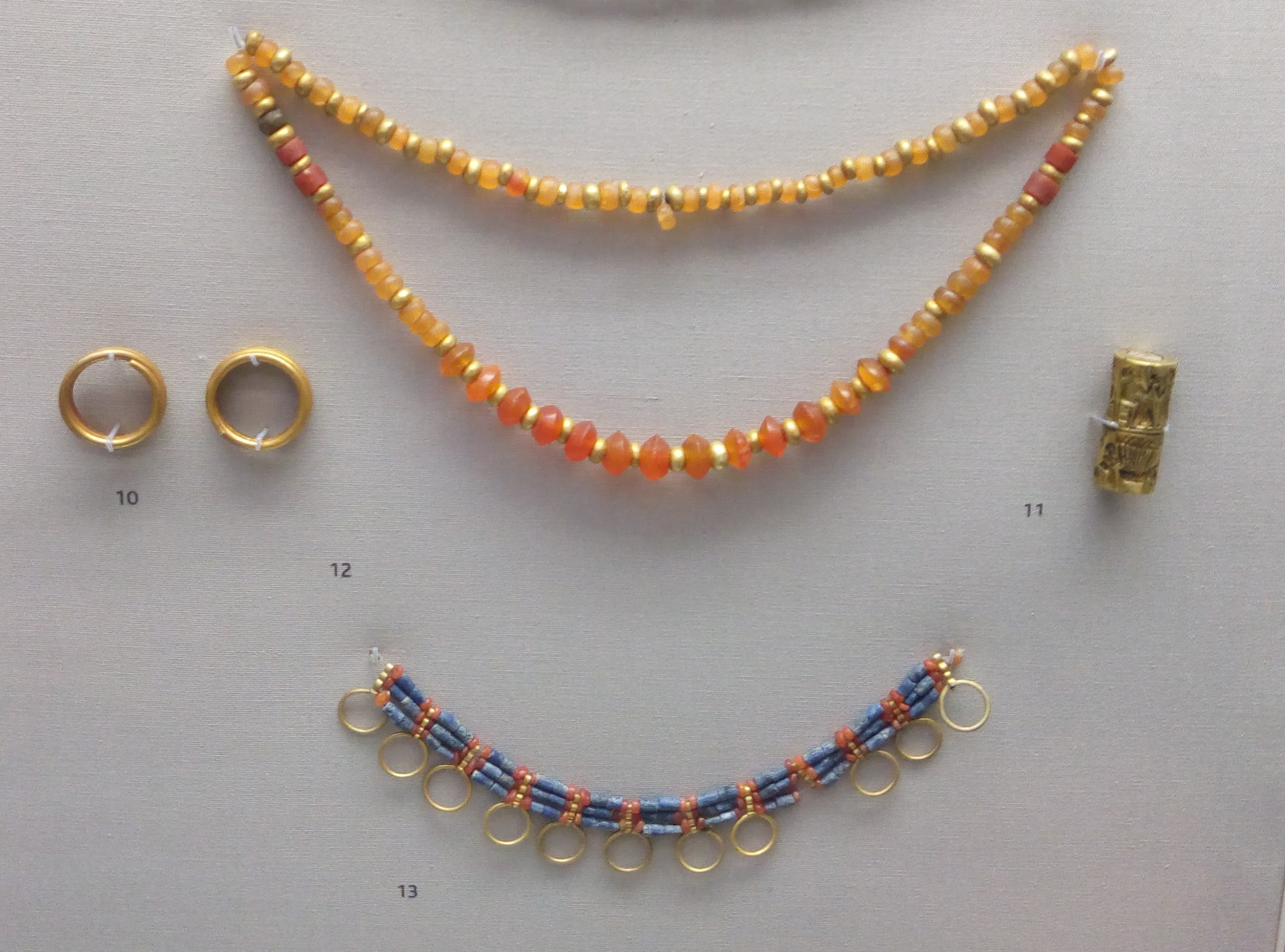
Joaillerie en or, lapis-lazuli, cornaline, tombe PG 1054.
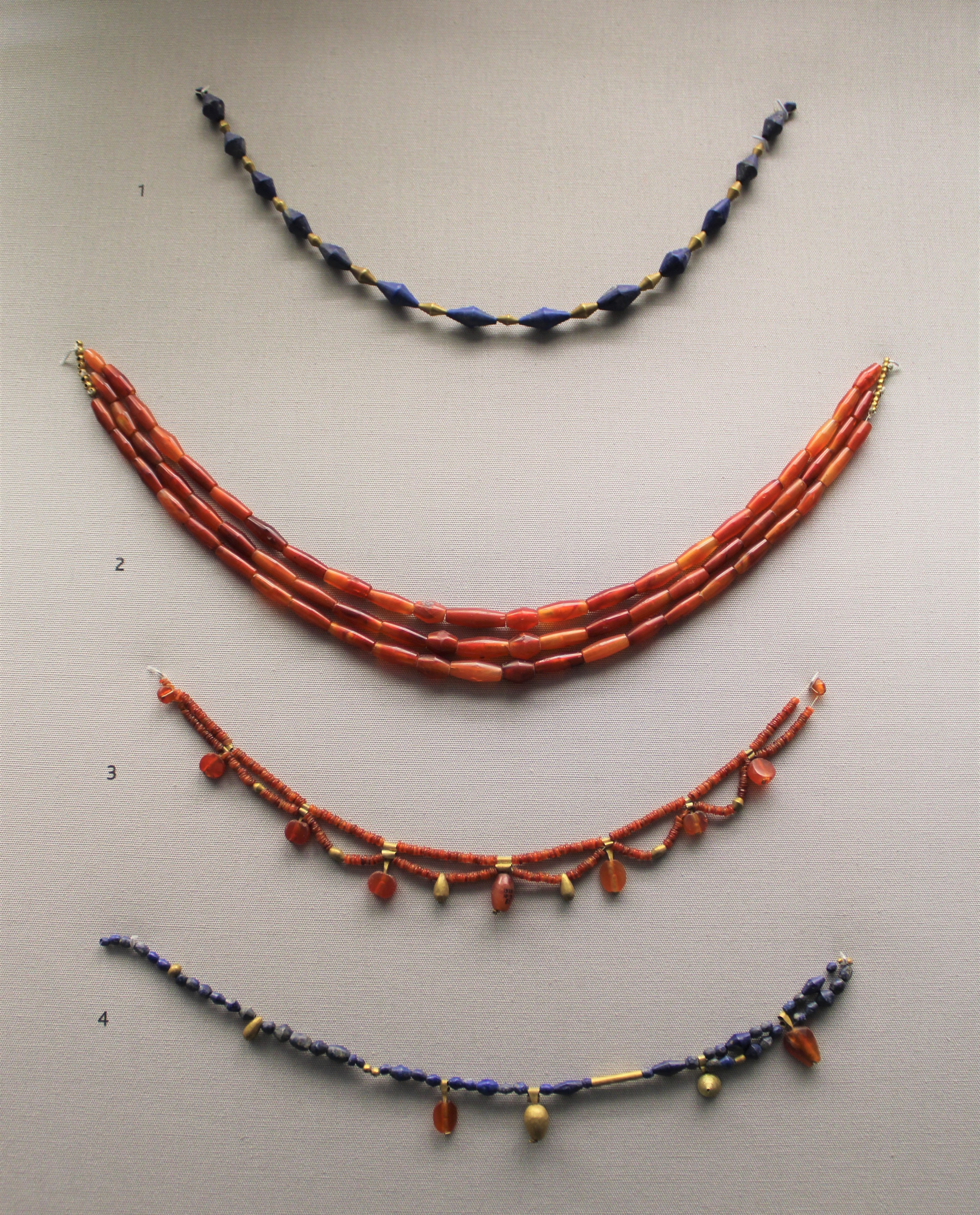
Joaillerie en or, carnélite et lapis-lazuli, provenant de la tombe PG 580.
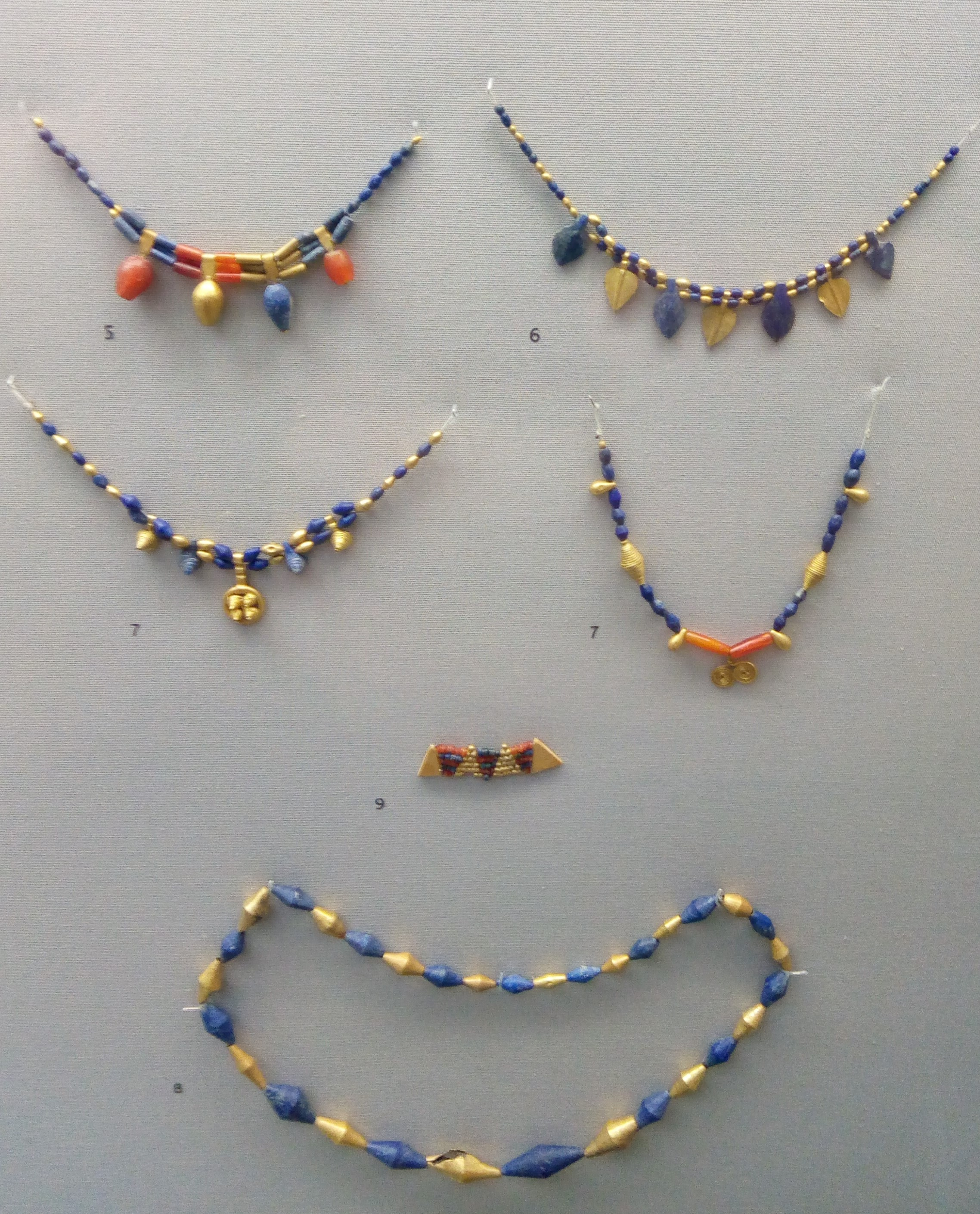
Joaillerie en or, carnélite et lapis-lazuli, provenant de la tombe PG 580.
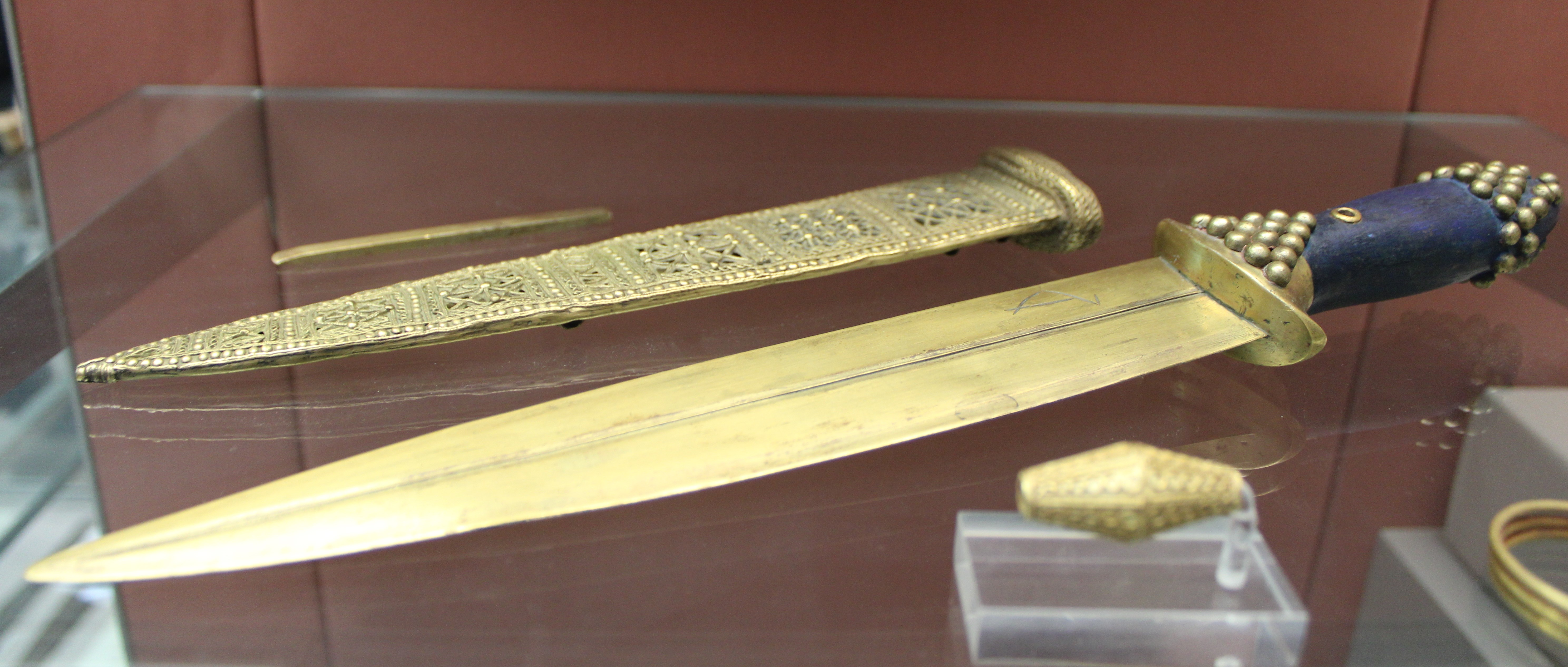
Dague et fourreau en or, tombe PG 580.
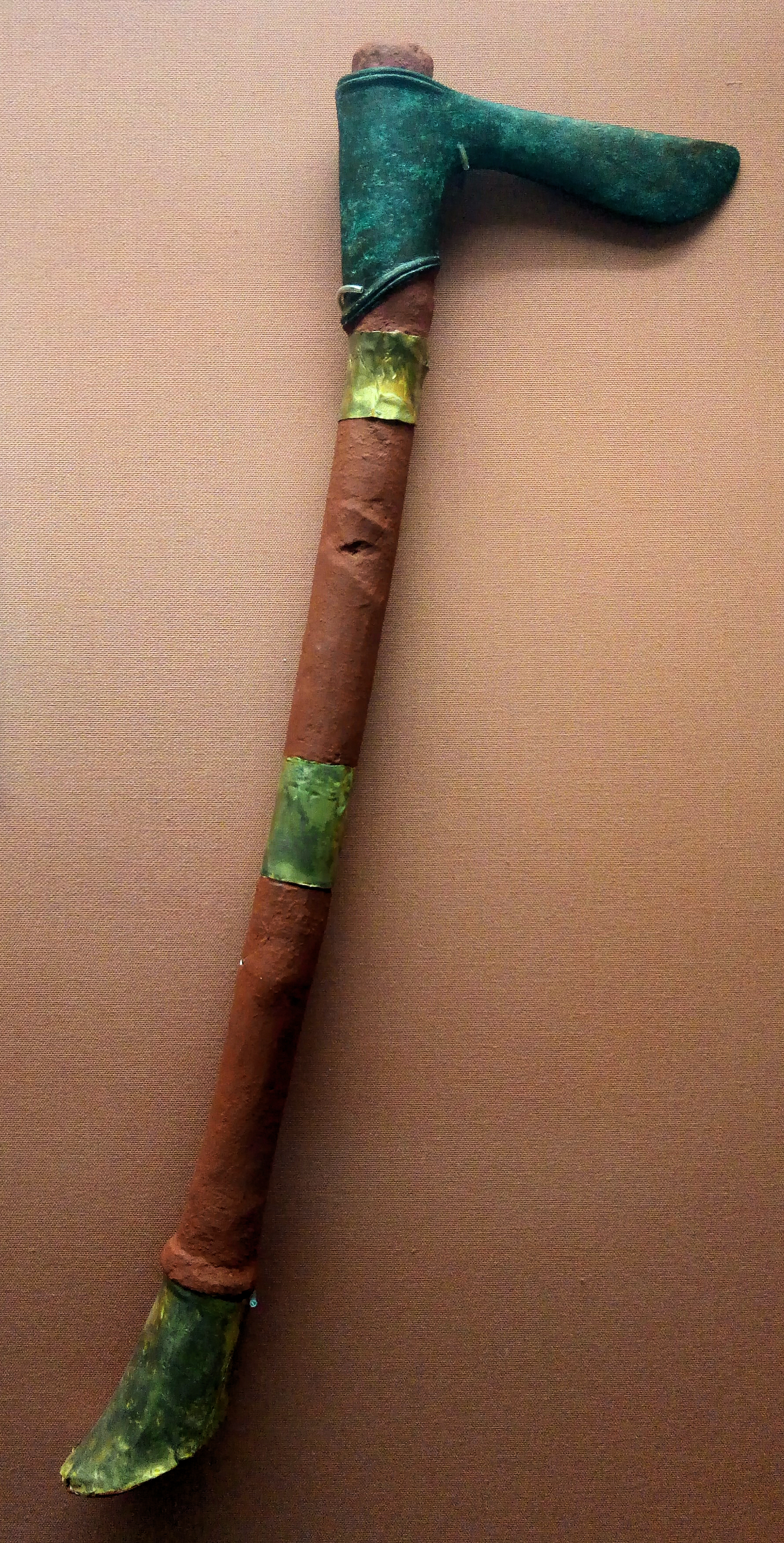
Hache en alliage cuivreux, PG 580.